# Алтайський державний краєзнавчий музей

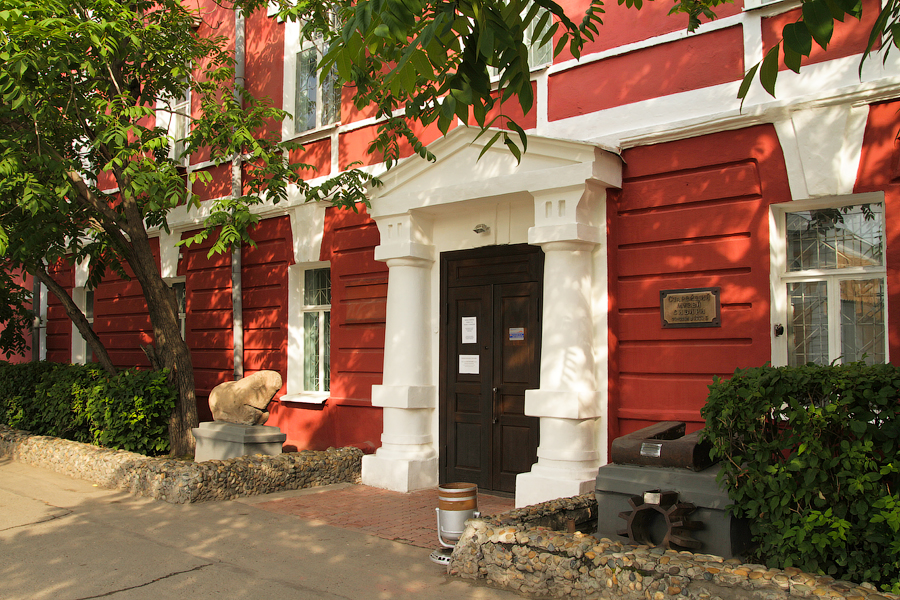
Алтайський державний краєзнавчий музей

Алтайський державний краєзнавчий музей — один з найстаріших музеїв Росії. Заснований у 1823 році як Гірничий музей.

## Історія
Музей заснований в 1823 році з ініціативи році Фрідріха Геблера і Петра Фролова. Тут були виставлені експонати, які збиралися в Барнаулі з XVIII століття: етнографічні матеріали народів Сибіру та Північної Америки, моделі гірських машин і механізмів, гербарій; існувала Гірнича бібліотека.
У першій половині XIX століття музей мав популярність як наукова установа і був закритим для вільного відвідування. З експозиціями знайомилися Олександр Гумбольдт (1829), Петро Семенов Тянь-Шанський (1857), Альфред Брем (1876), Микола Ядринцев (1878). Колекція «Пам'ятки давнини з Сибіру» була представлена на Московській антропологічної виставці (1879) і була удостоєна срібної медалі.
До кінця XIX століття Краєзнавчий музей послабив своє наукове значення, але в 1913–1915 роках фонди були об'єднані з колекціями, зібраними членами Товариства любителів дослідження Алтаю. А в 1913 році Микола II підписав указ про передачу музею нової будівлі на вулиці Ползунова, яке раніше займала головна хімічна лабораторія округу. Реконструкцією приміщення займався архітектор І. Ф. Носович.
До 1918 року музейне зібрання включало колекції мінералів, комах, ґрунтів, опудал птахів і тварин, гербарій місцевої флори, фотографії. У 1920-і роки музей став загальнодоступним, з'явився відділ історії радянського періоду.

## Сучасність
На сьогоднішній день в музеї 192237 одиниць зберігання. Найбільш цінні колекції з археології, історії гірничої справи на Алтаї, рідкісних книг, виробів алтайських каменерізів, старовинних сибірських монет.
Краєзнавчий музей складається з кількох відділів: природи, історії, військової історії, по роботі відвідувачів, методичний, а також наукової бібліотеки. Одним з філій музею є Меморіальний музей Калашникова М. Т., розташований у селі Курья, Алтайського краю.
Відвідуваність — 125 тис. відвідувачів на рік.